# Mîndrie (film)
Mîndrie este un film românesc din 1961 regizat de Marius Teodorescu. Rolurile principale au fost interpretate de actorii Victor Rebengiuc, Constantin Codrescu și Ilinca Tomoroveanu.

## Distribuție
- Victor Rebengiuc — Andrei Jurcă, tânăr inginer oțelar venit de la o specializare în URSS
- Constantin Codrescu — Liviu Bota, inginerul șef al oțelăriei
- Ilinca Tomoroveanu — Marina, chimistă, sora mai mică a lui Liviu, logodnica lui Andrei
- Ioana Bulcă — Silvia, tehniciană, vecina de apartament a lui Andrei
- Costel Constantinescu — Trifan, maistrul șef al oțelăriei
- Gheorghe Cozorici — Lazăr Cosma, maistru oțelar
- Geo Barton — directorul general al combinatului siderurgic
- Simion Negrilă — muncitor oțelar
- Ștefan Ciubotărașu — Mureșan, maistru oțelar, secretarul organizației PMR a combinatului
- George Măruță — directorul tehnic al combinatului siderurgic
- Sandina Stan — proprietara locuinței închiriate de Andrei
- Daniela Anencov — Tudorița, muncitoare, iubita lui Lazăr
- N. Bărbulescu
- Valentin Plătăreanu — reporterul de la ziar
- Nicolae Barosan

## Primire
Filmul a fost vizionat de 1.767.935 de spectatori în cinematografele din România, după cum atestă o situație a numărului de spectatori înregistrat de filmele românești de la data premierei și până la data de 31 decembrie 2014 alcătuită de Centrul Național al Cinematografiei.